# Rutilotrixa wilsoni
Rutilotrixa wilsoni là một loài ruồi trong họ Tachinidae.